# Callao (distrito)
Callao é um dos sete distritos que formam a província de Callao, na zona central do Peru.

## Transporte
O distrito de Callao é servido pelas seguintes rodovias, entre outras:
- PE-20, que liga o distrito à cidade de Puente Piedra (Província de Lima)
- PE-20I, que liga o distrito à cidade de La Perla (Região de Callao)
- PE-20B, que liga o distrito a várias partes da cidade de Callao[1][2][3]